# محمد بن عبد الله أبا الخيل (قاضي)
محمد بن عبد الله أبا الخيل (1308- 1381 هـ / 1891- 1962 م) عالم وقاضٍ سعودي، ولي قضاء مدينة عنيزة سنة 1360هـ،  ثم عاد إلى مدينة بريدة وعُيِّن قاضيًا فيها سنة 1363هـ، في عهد الملك عبد العزيز آل سعود أول ملوك الدولة السعودية الثالثة.

## نسبه
هو محمد بن عبد الله بن حسين بن صالح بن حسين بن صالح بن عبد الله بن إبراهيم بن عبد الله أبا الخيل، من آل نجيد من المصاليخ أحد بطون قبيلة عنزة بن أسد بن ربيعة بن نزار بن مَعَدّ بن عدنان، وهي إحدى قبائل ربيعة الكبار.
يجتمع نسب الشيخ محمد مع آل أبا الخيل أهل مدينة عنيزة في جده الأعلى (إبراهيم) فهو من ذرية عبدالله بن إبراهيم أبا الخيل، وسكان عُنَيزة هم أبناء (محمد بن إبراهيم أبا الخيل). أما صلته بآل مهنَّا أمراء بُرَيدة في السابق فهي أقرب، لأنه يجتمع بهم في (صالح بن حسين) فجدُّه الأدنى حسين بن صالح بن حسين، وأمير بريدة سابقًا هو (مهنا بن صالح بن حسين) فصالح بن حسين جامع لهما.

## ولادته ونشأته
ولد محمد بن عبدالله أبا الخيل في قرية المريدسية إحدى قرى مدينة بريدة وهي إحدى القرى التي يطلق على مفردها (الخب) وعلى جمعها (الخبوب) وولادته عام 1308هـ/ 1891م ونشأ في القرية و تعلم فيها مبادئ الكتابة والقراءة .
تعلم محمد بن عبدالله أبا الخيل النحو على يد الشيخ عيسى المسلاحي، والتوحيد والفقه على يد الشيخ عبدالله بن سليم والشيخ عمر بن سليم .

## مناصبه
قام الملك عبدالعزيز بن عبدالرحمن آل سعود ملك المملكة العربية السعودية بتعيين محمد بن عبدالله أبا الخيل القضاء في مدينة عنيزة خلال شهر شوال من عام 1360 هـ إلا أنه حصل بينه وبين إمارة المدينة و أعيانها خلاف فاضطر إلى العودة إلى وطنه بريدة في الخامس عشر من شعبان عام 1361 هـ و أصبح قاضيا فيها .
ولما توفي شيخه عمر بن سليم ألتمس أهالي بريدة من الملك عبدالعزيز بن عبدالرحمن آل سعود أن يعيد تعيين محمد أبا الخيل قاضيًا عندهم فقام بتعيينه بالقضاء في مدينة بريدة خلال ربيع الثاني من عام 1363 هـ و استمر فيها حتى شهر شعبان من نفس السنة .

## آثاره
(الزوائد على الزاد) أو (الزيادات على الزاد) في فقه إمام أهل السنة أحمد بن حنبل الشيباني، في 942 صفحة من القطع الكبير.

## أسرته
لدى محمد أبا الخيل ابن يدعى عبدالله بن محمد بن حسين أبا الخيل قد ولد عام 1340هـ وتَلْمَذ على عدد من العلماء، منهم قاضي القصيم الشيخ عمر بن سليم، وعلى الشيخ العبادي، وعلى الشيخ ابن إبراهيم، والشيخ الخريصي. وأصبح إماماً لجامع الشيخ صالح الخريصي ببريدة عام 1381هـ خلفاً لوالده الشيخ محمد.

## وفاته
توفي محمد بن عبد الله أبا الخيل في مدينة بُرَيدة، يوم الجمعة 13 شعبان 1381هـ الموافق 20 يناير (كانون الثاني) 1962.